# Атбара (річка)
А́тбара (араб. عطبرة; Бахр-ель-Асуад) — річка у Східній Африці (в межах Ефіопії та Судану), права притока Нілу. Довжина — 1 120 км, площа басейну — 112 000 км². Бере початок на Ефіопському нагір'ї неподалік від озера Тана (в Ефіопії), протікає річка здебільшого Суданським плато.
Середні витрати 32 м³/с (максимальні — 1 815 м³/с). Живлення — переважно дощове. Атбара значно поповнює стік Нілу у сезон дощів (з липня по листопад), у решту ж року річка пересихає і в окремі роки навіть не доходить до Нілу. Поблизу гирла — місто Атбара.
Оскільки регіон протікання Атбари в цілому є посушливим, води річки мають велике значення для місцевого господарства, в першу чергу, для зрошування у сільсько-господарських роботах.
На Атбарі збудовано водосховище Хашм-ель-Кірба, а в 2017 році введено в дію гідрокомплекс Атбара/Сетіт.